# Supercopa da UEFA de 2020
A Supercopa da UEFA de 2020, ou Supertaça da UEFA de 2020 foi a 45ª edição desta competição, uma partida anual organizada pela UEFA na qual se enfrentam o campeão da Liga dos Campeões da UEFA de 2019–20 e o campeão da Liga Europa da UEFA de 2019–20. A partida foi disputada em 24 de setembro de 2020 na Puskás Aréna em Budapeste na Hungria.
A partida estava originalmente programada para ser disputada no Estádio do Dragão em Porto, Portugal, em 12 de agosto de 2020. Entretanto, depois que a pandemia de COVID-19 na Europa causou o adiamento das finais das competições de clubes da temporada anterior, o Comitê Executivo da UEFA adiou e mudou a supercopa para Budapeste.

## Sede
Um processo de licitação pública foi lançado em 8 de dezembro de 2017 pela UEFA para selecionar o local da Supercopa da UEFA em 2020. As associações tinham até 12 de janeiro de 2018 para manifestar interesse e os dossiês das propostas tinham de ser apresentados até 29 de março de 2018. As associações que irão receber jogos do Campeonato Europeu de Futebol de 2020 não tiveram permissão para concorrer à Supercopa da UEFA deste ano.
A UEFA anunciou em 15 de janeiro de 2018 que nove associações manifestaram interesse em sediar a partida.
| País             | Estádio             | Cidade    | Capacidade | Notas                                                                   |
| ---------------- | ------------------- | --------- | ---------- | ----------------------------------------------------------------------- |
| Albânia          | Air Albania Stadium | Tirana    | 22.500     |                                                                         |
| Bielorrússia     | Estádio Dínamo      | Minsk     | 22.000     |                                                                         |
| Cazaquistão      | Estádio Central     | Almaty    | 23.804     |                                                                         |
| Finlândia        | Estádio Olímpico    | Helsinque | 36.000     |                                                                         |
| França           | Allianz Riviera     | Nice      | 35.624     |                                                                         |
| Irlanda do Norte | Windsor Park        | Belfast   | 18.434     |                                                                         |
| Israel           | Estádio Sammy Ofer  | Haifa     | 30.870     |                                                                         |
| Moldávia         | Estádio Zimbru      | Chișinău  | 10.400     | Desistiu em receber a partida.                                          |
| Portugal         | Estádio do Dragão   | Porto     | 50.033     | Também concorreu para receber a Final da Liga Europa da UEFA de 2019–20 |

O Estádio do Dragão foi o escolhido pelo Comitê Executivo da UEFA durante sua reunião em Kiev, em 24 de maio de 2018.
Após a reunião em 17 de junho de 2020 o Comitê Executivo da UEFA mudou a partida para Puskás Aréna, em Budapeste.

## Partida
| 24 de setembro de 2020 | Bayern de Munique            | 2 – 1 (pro) | Sevilla           | Puskás Aréna, Budapeste                     |
| 21:00 (UTC+2)          | Goretzka 34' · Martínez 104' | Relatório   | Ocampos 13' (pen) | Público: 15 180 Árbitro: ENG Anthony Taylor |

| Bayern de Munique | Sevilla |

| G                 | 1  | Manuel Neuer ()    |       |      |
| LD                | 5  | Benjamin Pavard    |       |      |
| Z                 | 21 | Lucas Hernández    | 90+1' | 99'  |
| Z                 | 4  | Niklas Süle        |       |      |
| LE                | 27 | David Alaba        | 12'   | 112' |
| M                 | 18 | Leon Goretzka      |       | 99'  |
| M                 | 6  | Joshua Kimmich     |       |      |
| PE                | 10 | Leroy Sané         |       | 70'  |
| MA                | 25 | Thomas Müller      |       |      |
| PD                | 7  | Serge Gnabry       |       |      |
| A                 | 9  | Robert Lewandowski |       |      |
| Substitutos:      |    |                    |       |      |
| G                 | 26 | Sven Ulreich       |       |      |
| G                 | 35 | Alexander Nübel    |       |      |
| Z                 | 17 | Jérôme Boateng     |       | 112' |
| Z                 | 41 | Chris Richards     |       |      |
| M                 | 8  | Javi Martínez      |       | 99'  |
| M                 | 11 | Mickaël Cuisance   |       |      |
| LE                | 19 | Alphonso Davies    |       | 99'  |
| M                 | 24 | Corentin Tolisso   |       | 70'  |
| M                 | 30 | Adrian Fein        |       |      |
| M                 | 40 | Malik Tillman      |       |      |
| M                 | 42 | Jamal Musiala      |       |      |
| A                 | 14 | Joshua Zirkzee     |       |      |
| Treinador:        |    |                    |       |      |
| Hans-Dieter Flick |    |                    |       |      |

| G               | 13 | Yassine Bounou    |       |     |
| LD              | 16 | Jesús Navas ()    |       |     |
| Z               | 20 | Diego Carlos      |       |     |
| Z               | 12 | Jules Koundé      | 55'   |     |
| LE              | 18 | Sergio Escudero   | 119'  |     |
| M               | 8  | Joan Jordán       | 45+1' | 94' |
| M               | 25 | Fernando          | 70'   |     |
| M               | 10 | Ivan Rakitić      |       | 56' |
| A               | 7  | Suso              |       | 73' |
| A               | 9  | Luuk de Jong      |       | 56' |
| LF              | 5  | Lucas Ocampos     |       |     |
| Substitutos:    |    |                   |       |     |
| G               | 1  | Tomáš Vaclík      |       |     |
| G               | 31 | Javi Díaz         |       |     |
| Z               | 3  | Sergi Gómez       |       |     |
| M               | 6  | Nemanja Gudelj    |       | 73' |
| M               | 14 | Óscar Rodríguez   |       |     |
| M               | 19 | Marcos Acuña      |       |     |
| M               | 21 | Óliver Torres     |       | 56' |
| M               | 22 | Franco Vázquez    |       | 94' |
| A               | 11 | Munir             |       |     |
| A               | 15 | Youssef En-Nesyri |       | 56' |
| A               | 24 | Carlos Fernández  |       |     |
| A               | 29 | Bryan Gil         |       |     |
| Treinador:      |    |                   |       |     |
| Julen Lopetegui |    |                   |       |     |

Regras do jogo
- 90 minutos.
- 30 minutos de prorrogação se necessário.
- Pênaltis se o placar permanecer empatado.
- Doze substitutos podem ser nomeados
- Máximo de três substituições, sendo a quarta permitida no prorrogação.